# El Triunfo, Bejucal de Ocampo
El Triunfo är en ort i Mexiko.   Den ligger i kommunen Bejucal de Ocampo och delstaten Chiapas, i den sydöstra delen av landet, 900 km sydost om huvudstaden Mexico City. El Triunfo ligger 2 468 meter över havet och antalet invånare är 143.
Terrängen runt El Triunfo är bergig åt sydost, men åt nordväst är den kuperad. Runt El Triunfo är det ganska tätbefolkat, med 96 invånare per kvadratkilometer. Närmaste större samhälle är Motozintla de Mendoza, 15,2 km sydväst om El Triunfo. I omgivningarna runt El Triunfo växer huvudsakligen savannskog.